# Macrobaenetes valgum
Macrobaenetes valgum је инсект из реда Orthoptera и фамилије Rhaphidophoridae. 

## Угроженост
Ова врста се сматра рањивом у погледу угрожености врсте од изумирања.

## Распрострањење
Сједињене Америчке Државе су једино познато природно станиште врсте.

## Станиште
Врста Macrobaenetes valgum има станиште на копну.